# Fernando Sánchez Torres
Fernando Sánchez Torres (Bogotá, 1930) Médico, académico y artista colombiano. 
Fue rector de la Universidad Nacional de Colombia entre 1982 y 1984.

## Biografía
Nacido en Bogotá. Obtuvo el título de médico cirujano de la Universidad Nacional de Colombia, en 1954. En 1959 culminó la especialización en ginecoobstetricia. Es doctor en medicina y cirugía, con especialización en ginecobstetricia. Fue Profesor titular, emérito y honorario de la Universidad Nacional, donde también se desempeñó como director del Departamento de Ginecología y Obstetricia, decano de la Facultad de Medicina y fue rector de la Universidad Nacional de Colombia entre 1982 y 1984, renunciaría por los hechos de violencia en la institución en la Masacre de la Universidad Nacional en 1984.  Miembro del Consejo Superior Universitario como representante de los exrectores.  Consejero superior de la Universidad Central.  Fue director del Hospital San Juan de Dios y del Instituto Materno Infantil. Ha sido dibujante y pintor, varias de sus pinturas han sido expuestas.
Es miembro fundador del Instituto Colombiano de Estudios Bioéticos y de la Sociedad Colombiana de Historia de la Medicina, presidió el Tribunal Nacional de Ética Médica y fue presidente de la Academia Nacional de Medicina. En la actualidad es miembro emérito de la Sociedad Colombiana de Obstetricia y Ginecología, pertenece a once sociedades científicas extranjeras y a trece nacionales. Es Columnista del periódico El Tiempo.

## Reconocimientos
- Premio Nacional de Medicina Federico Lleras Acosta.
- Título de Maestro de la Obstetricia y la Ginecología Latinoamericanas.
- Galardón a la Excelencia de la Medicina Colombiana.

## Obras
- Temas de ética médica (1995)
- Acerca de la muerte. Curso de Tanatología. (2002)
- Recuerdos dispersos. (2004)ISBN 9789589396261
- Curso de bioética: juicio crítico (2007)ISBN 9789589396469
- La medicina en la obra de Gabriel García Márquez. (2007) ISBN 9582600942
- Meditaciones de un médico a través del tiempo. (2022)
- Meditaciones de un nonagenario. (2022)